# Asclepias vinosa
Asclepias vinosa là một loài thực vật có hoa trong họ La bố ma. Loài này được (E.Fourn.) Woodson mô tả khoa học đầu tiên năm 1954.